# Celastrina ebenina
Celastrina ebenina är en fjärilsart som beskrevs av Clench 1972. Celastrina ebenina ingår i släktet Celastrina och familjen juvelvingar. Inga underarter finns listade i Catalogue of Life.